# Maruya Seijirō

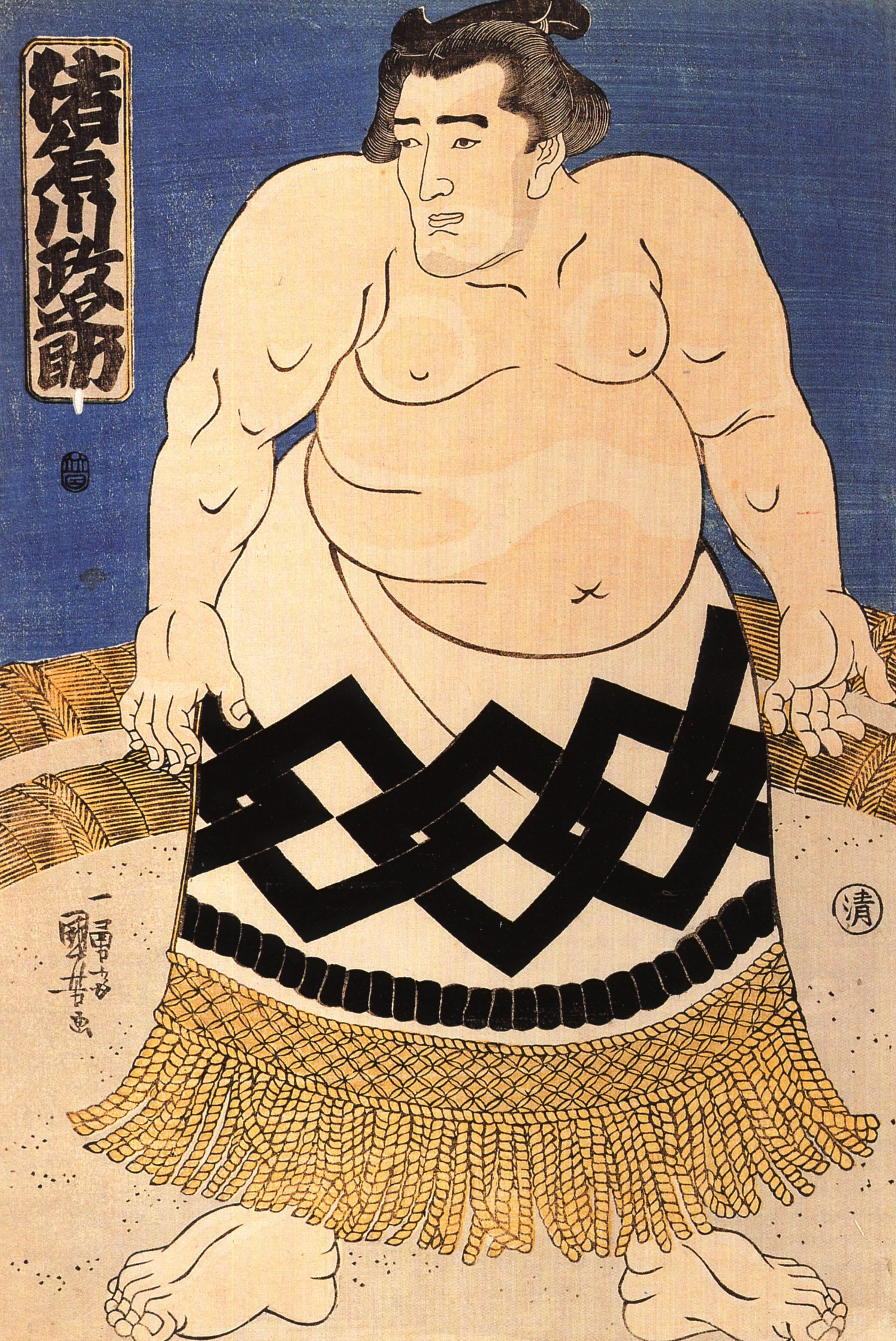
Utagawa Kuniyoshi, Inagawa Masanosuke, (1843–1845, publiziert durch Maruya Seijirō, 清)

Maruya Seijirō (japanisch 丸屋 清次郎; Lebensdaten unbekannt)  war ein japanischer Verleger (地本問屋, Jihon-doiya oder Jihon-donya) von Farbholzschnitten (錦絵, nishiki-e) und Fächerhändler (団扇問屋, uchiwa donya) in Edo während der späten Edo-Zeit.

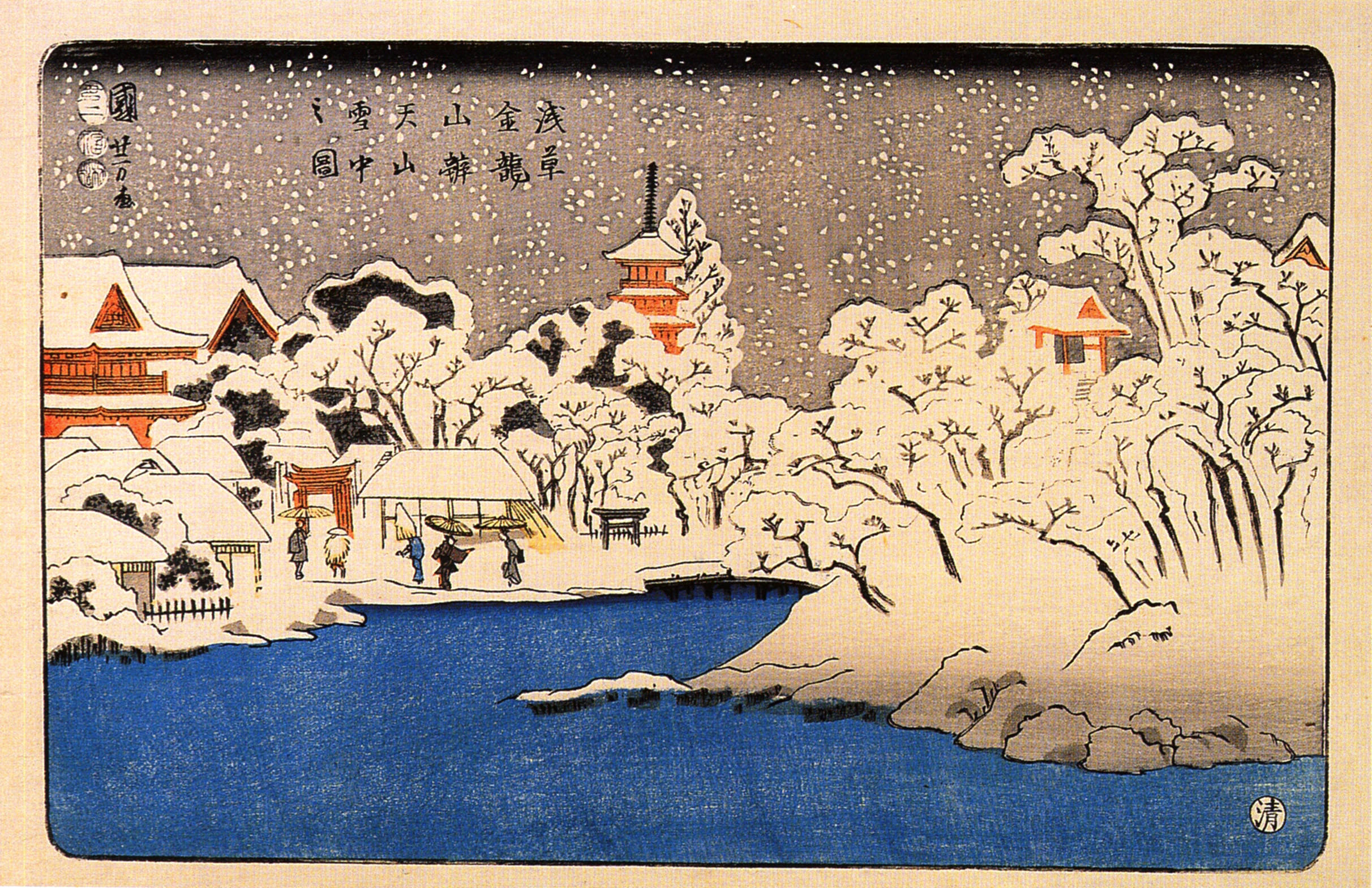
Utagawa Kuniyoshi, Asakusa Kinryūzan Bentenyama setchū no zu (Schnee auf dem Benten-Hügel, Kinryūzan-Tempel, Asakusa), (1853, publiziert durch Maruya Seijirō, 清)

## Leben
Maruya Seijirō führte die Verlagsbezeichnung Jukakudō (寿鶴堂) bzw. Marusei (丸清). Es findet sich teilweise eine andere Schreibweise des Namens Maruya Seijirō (丸屋清治郎) bekannt. Zwischen der Kyōwa-Zeit (享和, 1801–1804) und der Ansei-Zeit (安政, 1854–1860) war er im Viertel Udagawachō in Edo tätig. Er war als einer der Altverleger (古組, furugumi) Teil der etablierten Gruppe der Jihon-donya und betrieb parallel auch einen Fächerhandel. Mit Utagawa Hiroshige produzierte er von 1847 bis 1852 die erfolgreiche Serie Tōkaidō gojūsan-tsugi (Reisho Tōkaidō) (東海道五十三次之内 [隷書東海道]; Die 53 Stationen des Tōkaidō [Reisho Tōkaidō]). Maruya veröffentlichte Werke zahlreicher weiterer Künstler wie Utagawa Toyokuni I, Utagawa Kunisada, Keisai Eisen, Utagawa Kuniyoshi und Utagawa Yoshitora. Er stellte seine Tätigkeit 1857 ein.

## Werke (Auswahl)
- Utagawa Toyokuni II: Tōsei gonin bijo (當世五人美女; Fünf Schönheiten der Gegenwart) frühe 1830er Jahre, Ōban aizuri-e, Soroimono mit 5 Teilen[4]
- Utagawa Kunisada: Shin Yoshiwara Kadomachi, Nakamanjiya, Nakagawa (新吉原角町・中万字屋内・中川; [Die Kurtisane] Nakagawa aus dem Haus Nakamanji, Neues Yoshiwara in Kadomachi) 1830er Jahre, Ōban-Diptychon[5]
- Keisai Eisen: Jisei shō (時世粧; „Schmuck nach der Mode der Zeit“) – Yoko-ōban Nishiki-e, Serie, späte Bunsei- bis frühe Tenpō-Zeit
- Utagawa Hiroshige: Tōto meisho (東都名所; Berühmte Orte der östlichen Hauptstadt) 1839–1852, Serie von Ōban yoko-e, Soroimono in mehreren Teilen, davon 18 bei Maruya[6]
- Utagawa Hiroshige: Kachō-e (花鳥絵; Vogel- und Blumendrucke) 1840–1844, Aiban yoko-e[7]
- Utagawa Kuniyoshi: Inagawa Masanosuke (猪名川 政之助; [Der Sumo-Ringer] Inagawa Masanosuke) 1843–1845, Ōban[8]
- Utagawa Hiroshige: Tōkaidō gojūsan-tsugi (Reisho Tōkaidō) (東海道五十三次之内 [隷書東海道]; Die 53 Stationen des Tōkaidō [Reisho Tōkaidō]) 1847–1852, Serie von Ōban yoko-e, Soroimono mit 55 Teilen[9]
- Utagawa Yoshitora: Nehanzō (涅槃像; Darstellung des liegenden Buddha im Parinirvana) circa 1850, Ōban-Diptychon[10]Verlegersiegel auf Ukiyo-e-Holzschnitten von Maruya Seijirō

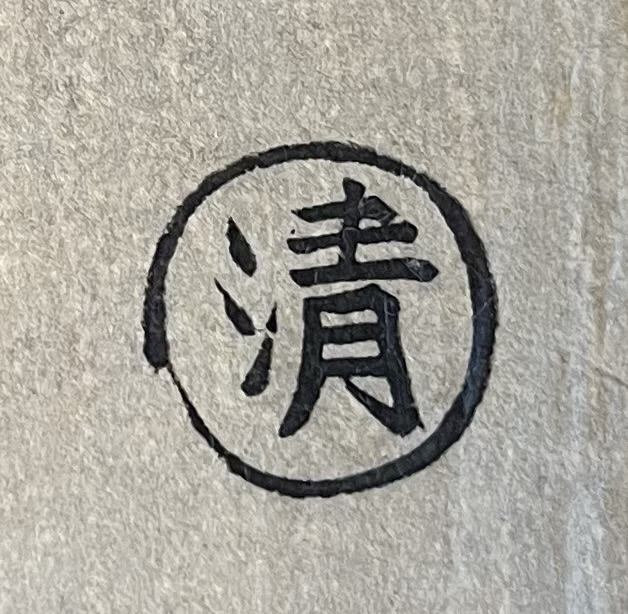
Verlegersiegel auf Ukiyo-e-Holzschnitten von Maruya Seijirō